# Welliges Sternmoos
Plagiomnium undulatum (Syn. Mnium undulatum (L.) Hedw.) ist ein Moos aus der Familie Mniaceae. In Mitteleuropa ist es überall verbreitet und eines der auffälligsten Moose. Im Deutschen wird es manchmal als Welliges Sternmoos, Gewelltes Sternmoos  oder Bogensternmoos bezeichnet.

## Merkmale
Es handelt sich um kräftige Pflanzen mit Höhen bis zu 10 cm, in der Regel aber um die 5 cm. Die zungenförmigen Blätter sind etwa 1 cm lang und 2–3 mm breit und haben damit für ein Moos eine auffällig große Blattfläche. In feuchtem Zustand sind sie deutlich quergewellt. Die Art ist zweihäusig (diözisch), d. h., es gibt männliche und weibliche Pflanzen.
Die Blätter sind am Rande von einem Saum verengter und verlängerter Zellen umgeben, während die Zellen der Blattspreite rundlich bis sechseckig sind. Der Blattrand ist gezähnt. Die Blattrippe reicht bis in die Blattspitze oder tritt als kurze Stachelspitze aus.
Bei der Art gibt es einen Unterschied im Habitus zwischen den sterilen und fertilen Stämmchen. Die sterilen Pflanzen sind unverzweigt und hängen oben in einem Bogen etwas über. Die fertilen Pflanzen sind steif aufrecht und oben rosettig oder bäumchenförmig verzweigt. Die unverzweigten Seitenzweige hängen dann wiederum bogig nach unten. In der Mitte der Rosette sitzt das Perichaetium, aus dem in der Regel mehrere Sporophyten entspringen. Diese sind rötlich bis gelblich. Die Kapsel ist von der Form her kurz zylindrisch und nickend.

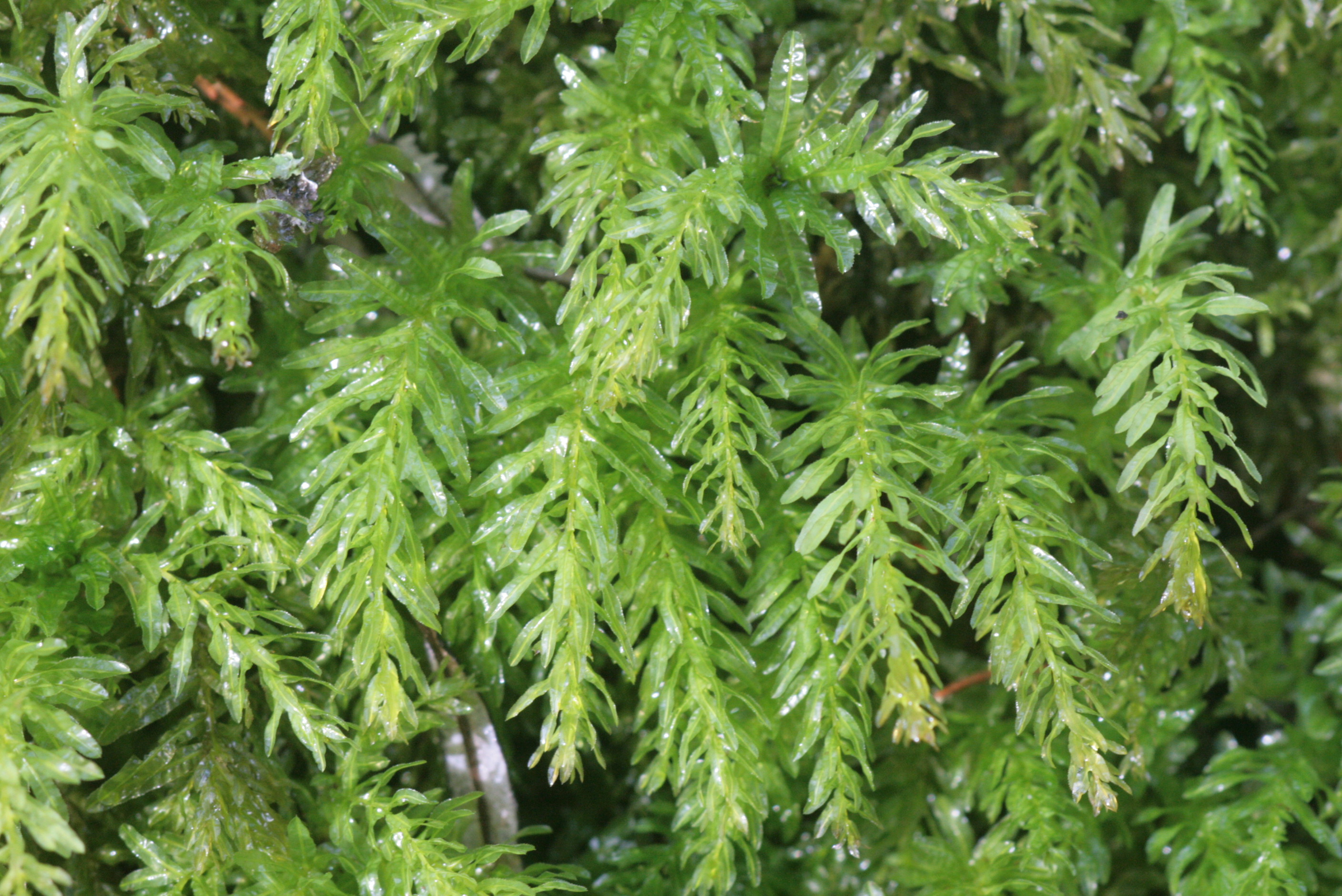
Habitus
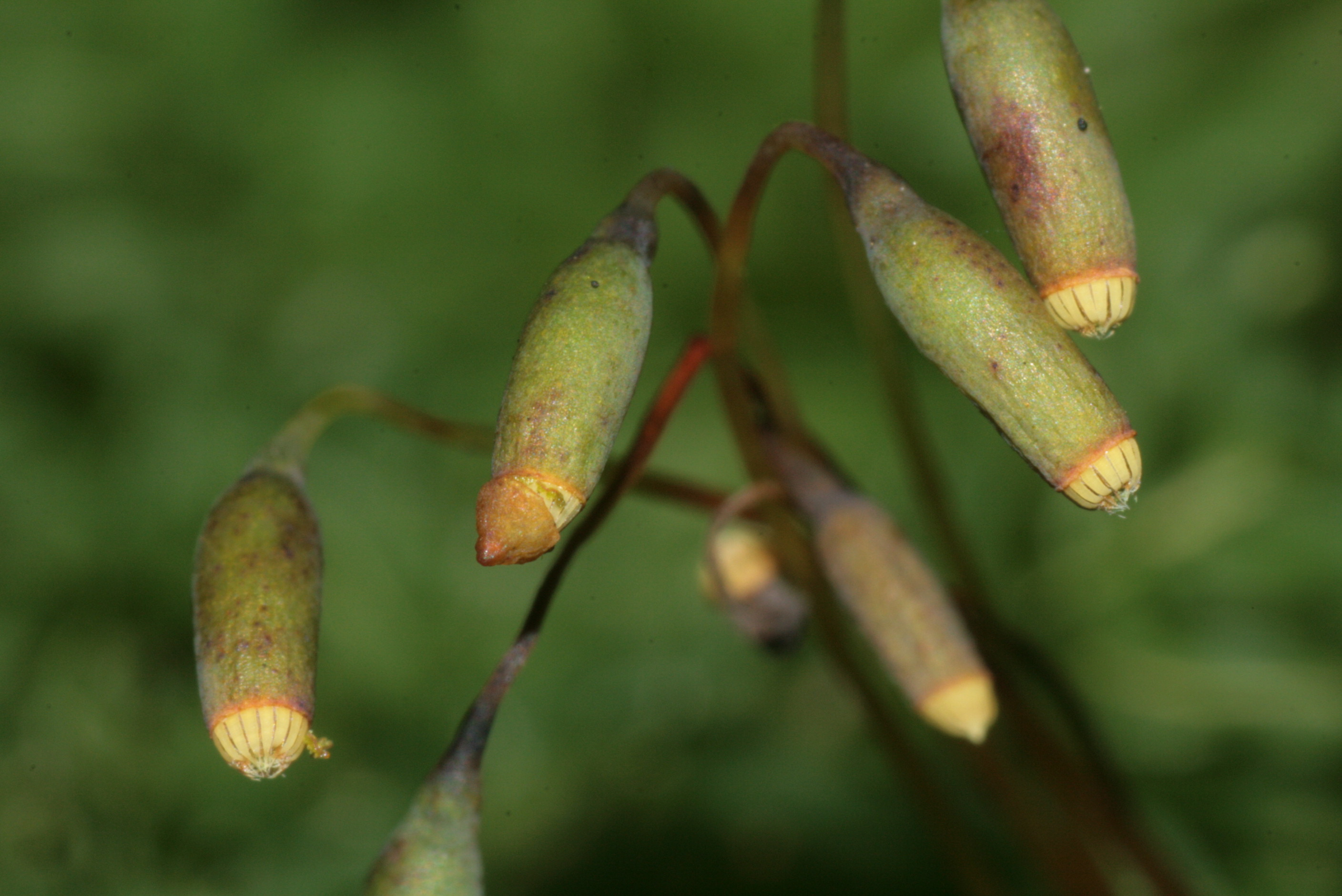
Sporenkapseln
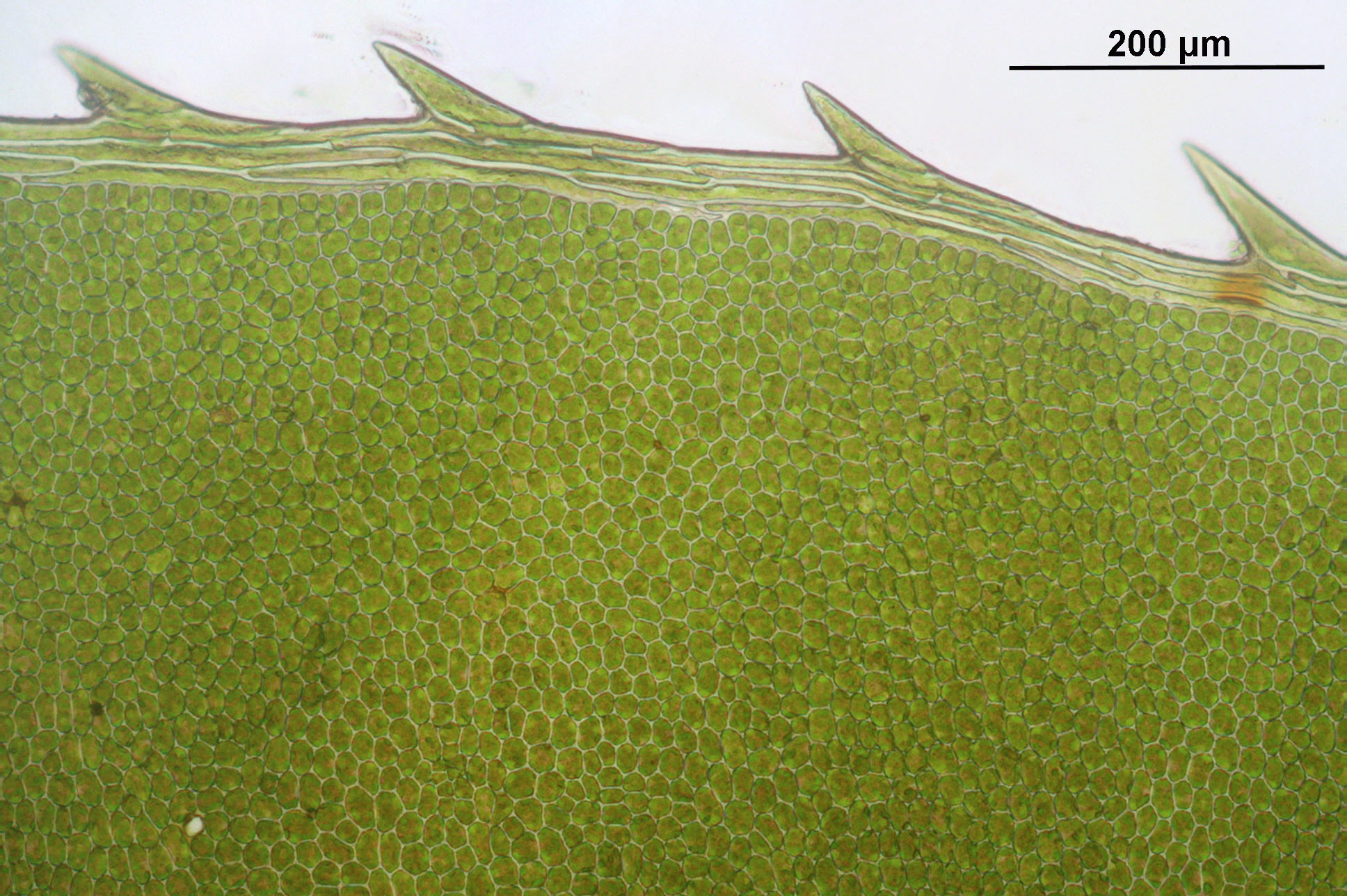
Blattrand
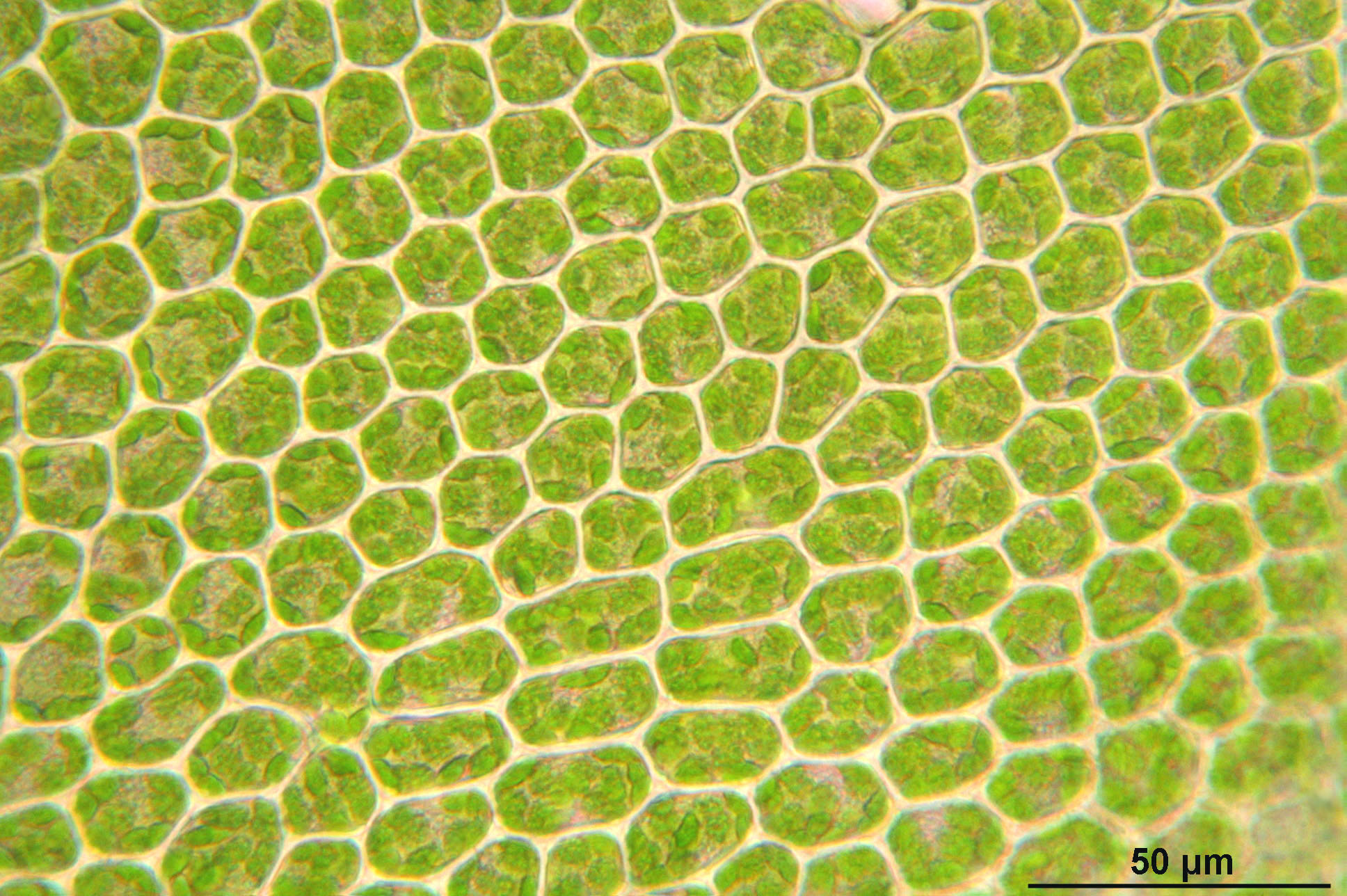
Zellen der Blattmitte
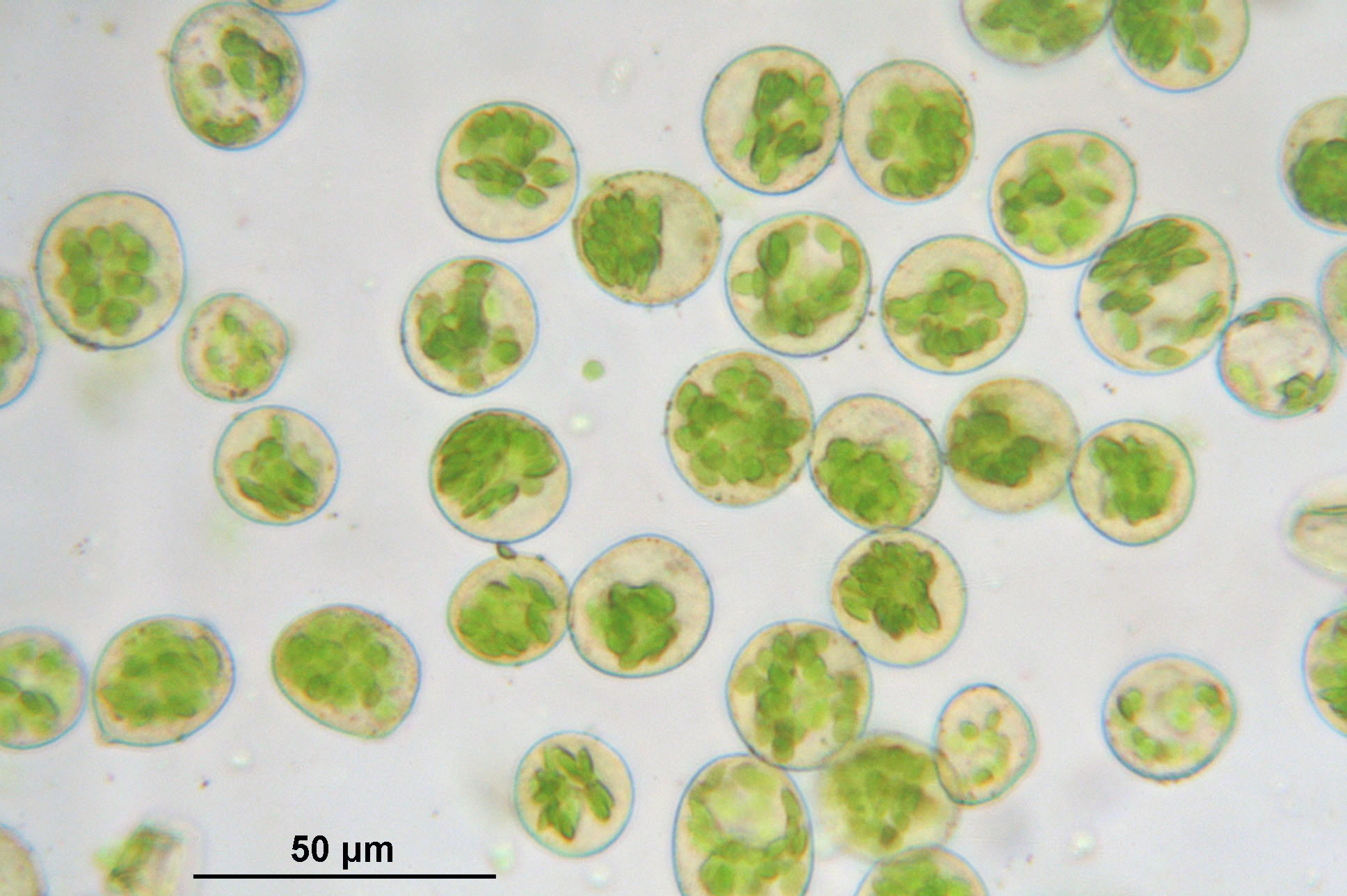
Sporen

## Verbreitung
Plagiomnium undulatum kommt in den gemäßigten Gebieten Eurasiens vor. In Mitteleuropa ist es überall verbreitet und häufig.
Es wächst auf Erde an allen mäßig feuchten Standorten, wie beispielsweise an Rändern von Waldwegen, unter Gebüschen, auf schattigen Wiesen und Rasen, an Bächen oder in Erlenbrüchen. Die Art zieht stickstoffreiche Böden vor, weshalb man sie bis in die Innenstädte findet. Sie kann aber durchaus auch auf mageren Böden wachsen.